# Comuna Cătina, Buzău
Cătina este o comună în județul Buzău, Muntenia, România, formată din satele Cătina (reședința), Corbu, Slobozia, Valea Cătinei și Zeletin.

## Așezare
Comuna se află în Munții Siriului, pe valea Bâscăi Chiojdului. Comuna este străbătută de șoseaua județeană DJ102L care o leagă spre sud de-a lungul râului Bâsca Chiojdului de Calvini și mai departe prin alt drum județean de Vălenii de Munte și Ploiești, precum și de Cislău și Buzău.

## Demografie
Componența etnică a comunei Cătina
     Români (85,29%)
     Romi (7,56%)
     Alte etnii (7,15%)
Componența confesională a comunei Cătina
     Ortodocși (91,66%)
     Alte religii (0,82%)
     Necunoscută (7,52%)
Conform recensământului efectuat în 2021, populația comunei Cătina se ridică la 2.182 de locuitori, în scădere față de recensământul anterior din 2011, când fuseseră înregistrați 2.544 de locuitori. Majoritatea locuitorilor sunt români (85,29%), cu o minoritate de romi (7,56%). Din punct de vedere confesional, majoritatea locuitorilor sunt ortodocși (91,66%), iar pentru 7,52% nu se cunoaște apartenența confesională.

## Politică și administrație
Comuna Cătina este administrată de un primar și un consiliu local compus din 11 consilieri. Primarul, Constantin-Cătălin Cojocaru[*], de la Partidul Social Democrat, este în funcție din 1 noiembrie 2024. Începând cu alegerile locale din 2024, consiliul local are următoarea componență pe partide politice:
|  | Partid                          | Consilieri | Componența Consiliului | Componența Consiliului | Componența Consiliului | Componența Consiliului | Componența Consiliului | Componența Consiliului | Componența Consiliului |
|  | ------------------------------- | ---------- | ---------------------- | ---------------------- | ---------------------- | ---------------------- | ---------------------- | ---------------------- | ---------------------- |
|  | Partidul Social Democrat        | 7          |                        |                        |                        |                        |                        |                        |                        |
|  | Partidul Național Liberal       | 3          |                        |                        |                        |                        |                        |                        |                        |
|  | Alianța pentru Unirea Românilor | 1          |                        |                        |                        |                        |                        |                        |                        |

## Istorie
Satul de reședință datează din secolul al XV-lea, ceata de moșneni cătineni fiind atestată printr-un hrisov al lui Radu al II-lea Prasnaglava. La sfârșitul secolului al XIX-lea, comuna era formată dintr-un număr mare de cătune, dintre care și actualele sate Cătina, Valea Cătinei și Corbu, toate cătunele având împreună o populație de 2240 de locuitori. În comună funcționau 5 biserici (dintre care una remarcată de Basil Iorgulescu în cătunul Fundu Cătinei) și o școală cu 35 de elevi la Siliștea-Motruna. În 1925, comuna avea 8 sate (Cătina, Corbu, Cătunu, Fundu Cătinei, Mordana, Motruna, Săticu și Valea Cătinei), cu 2806 locuitori, pentru ca legea din 1931 să menționeze un număr de 13 sate (adăugând în plus și Cepturașu, Moara Enică, Păsăroiu, Roma și Tronari).
În 1950, comuna a fost inclusă în raionul Cislău al regiunii Buzău și apoi (după 1952) al regiunii Ploiești. În timp, satele au fost treptat comasate, ultimul desființat fiind Cătunu, inclus în 1968 în satul Corbu; în plus, comunei i-au fost adăugate și satele Zeletin și Slobozia, transferate de la comuna Calvini. În 1968, comuna Cătina a fost inclusă, în componența actuală, în județul Buzău, reînființat.

## Monumente istorice
Patru obiective de pe teritoriul comunei Cătina sunt incluse în lista monumentelor istorice din județul Buzău, toate clasificate ca monumente de arhitectură de interes local. Trei dintre ele sunt în satul Cătina: casa Nicolae Popescu, de la 1900; gospodăria Constantin Păsăroiu (cu casă, poartă și grajd), de la 1910; și moara de apă datând de la sfârșitul secolului al XIX-lea. În satul Valea Cătinei, se află al patrulea monument, biserica „Intrarea în Biserică a Maicii Domnului”, cu clopotnița, ansamblu datând de la sfârșitul secolului al XVI-lea.
Moara de apă din Cătina și biserica din Valea Cătinei sunt reprezentate și pe stema comunei, alături de o ramură de cătină ce simbolizează denumirea localității.